# Фёдоровская волость (Рославльский уезд)
Фёдоровская волость — административно-территориальная единица в составе Рославльского уезда Смоленской губернии.
Волостной центр — село Фёдоровское.

## История
Волость была образована в ходе реформы 1861 года.
В ходе укрупнения волостей, в 1924 году Фёдоровская волость была упразднена, а её территория включена в состав Тюнинской волости.
Ныне вся территория бывшей Фёдоровской волости входит в Рогнединский район Брянской области.

## Населённые пункты
По состоянию на 1904 год, в состав волости входили следующие населённые пункты:
- деревня Абрамовка
- усадьба Александровский
- деревня Алексеевка
- деревня Барановка
- деревня и 2 усадьбы Близницы
- деревня Бухлово
- хутор Вознесенский
- деревня Выселки-Лозицы
- деревня Высокое
- две сторожки Гарднер
- деревня Гобики
- деревня Жалынец
- деревня Изарьевка
- деревня и усадьба Кисляково
- деревня Косоваровка
- усадьба Краснинское
- деревня Курдеевка
- деревня Кутузовка
- деревня Лозицы
- усадьба Лозицы
- деревня и усадьба Милейково
- деревня Михайловка
- деревня Мокрово
- деревня Осиновка
- село Осовик
- деревня Павловское
- село Пакиничи
- две пустоши Пасека
- село и 3 усадьбы Пацынь
- усадьба Подборок
- деревня Преображенский
- деревня Ратовское
- мельница Ратовская
- деревня и 2 усадьбы Рожня
- хутор Семичевский
- деревня Секач
- усадьба Секач
- усадьба Сельцо
- деревня Слобода
- деревня Толвино
- село Фёдоровское
- деревня Хлюстинка
- деревня Чернея
- село Щипань
- усадьба Щипань